# Vasile Sava
Vasile Sava (n. 20 aprilie 1868, Iași — d. 19 iulie 1930, București) a fost unul dintre promotorii modernizării serviciilor de poștă, telefon și telegraf din România. Sub numele său și sub pseudonimul „Delaiași” a publicat pe lângă cărți de specialitate numeroase articole tehnice, de informare, de formare tehnică și asupra drepturilor și doleanțelor funcționarilor serviciilor poștale, telefonice și de telegrafie în Jurnalul telegrafic (1900-1906), în Revista telegrafică, telefonică și poștală pe care a condus-o redacțional și administrativ între anii 1907 și 1916, si în „Revista Poștelor, Telegrafelor și Telefoanelor” între anii 1926 și 1930 aflată de asemenea sub conducerea sa redacțională.

## Biografie
Vasile Sava s-a născut pe 20 aprilie 1868 la Iași ca fiu a lui Nicolae Sava și Sofia Sofronie. S-a căsătorit pe 2 iulie 1894 cu Ioana Sava (Jeanna) născută Georgescu. Din căsătorie au rezultat trei copii: dr. med. Valentin Sava, dr. jur. Aurel Sava, Silvia Stela Sava. A decedat pe 19 iulie 1930 de un cancer pulmonar la București în str. Ing. Zablovschi 32 (Stare Civilă nr. 1114).

## Studii
A absolvit Școala Superioară de Comerț din Iași în anul 1885 prima serie. Vasile Sava și-a făcut studiile în Franța la Paris obținând pe 2 iunie 1897 diploma la Școala Profesională Superioară de Poștă și Telegrafie (École professionelle supérieure des postes et des télégraphes (1er Section)) școală a "Sous-secrétariat d'État des Postes et des Télégraphes" a "Ministère du Comerce, de l'Industrie, des Postes et des Télégraphes" cu mențiunea „foarte bine”.

## Activitatea profesională
A fost însărcinat în iunie 1900 cu conducerea Oficiului Poștal Calafat iar din mai 1904 cu conducerea Oficiului Poștal Ploiești. Începând cu octombrie 1906 a condus ca oficiant superior serviciul telegrafo-poștal pe câmpul manevrelor regale. 
În aprilie 1911 preia conducerea Oficiului Poștal Craiova. În octombrie 1912 este însărcinat cu conducerea Diviziei Exploatare Telegrafice și Poștale din Direcția Poștelor din București. În noiembrie 1912 este numit în Comisia pentru cercetarea proiectului de lege al exploatării poștale, telegrafice și telefonice și introducerea modificărilor necesare. Din noiembrie 1912 este însărcinat cu conducerea Diviziei Economatului din Direcțiunea Generală.
În mai 1912 este numit membru în Comitetul tehnic; de asemenea în Comitetul de recepție a furniturilor Direcției.
Din septembrie 1913 este însărcinat cu conducerea Serviciului Curselor Poștale. Începând cu aprilie 1914 este numit membru în Consiliul de Administrație al Casei de Credit, Ajutor și de Economie a Corpului Telegrafo-Poștal, unde a funcționat până în noiembrie 1915.
Din noiembrie 1914 este	însărcinat cu conducerea inspectoratului P.T.T. regiunea l din Craiova, iar din decembrie 1916 cu conducerea inspectoratului P.T.T. reg. IV cu reședința Focșani.
După ocupația germană, din august 1917 este însărcinat cu organizarea și conducerea serviciului P.T.T. în Cherson, în vederea funcționării serviciului de legătură cu Țara, până în Aprilie 1918.
Reîntors din evacuare din Rusia, a fost însărcinat în mai 1918 cu conducerea inspectoratului P.T.T. Reg. VI Iași.
A reluat, după plecarea trupelor de ocupație, în noiembrie 1918, însărcinările inspectoratului Reg. l Craiova.
În mai 1919 este numit din nou membru în Consiliul de Administrație al Casei de Credit, Ajutor și Economie P.T.T.
Din mai 1919 este însărcinat cu conducerea serviciului contabilității generale a Poștelor cu atribuțiuni de Inspector General.
În ianuarie 1920 este numit Președinte al Comisiei pentru întocmirea legii și regulamentului exploatării P.T.T. în vederea unificării serviciilor pentru întreaga țară întregită. Se deleagă în Februarie 1920 în mod provizoriu și cu conducerea serviciului construcțiilor și întreținerii liniilor telegrafice și telefonice. Din aprilie 1920 conduce serviciului Administrativ cu atribuțiuni de Inspector General. De asemenea, din august 1920 este membru în Comisia pentru organizarea unui Serviciu Comercial în Administrația Centrală cum și pentru studiul cecurilor și depozitelor de economie aparținînd populației din Bucovina și aflată la Casa Poștală din Viena. In septembrie 1920 est numit membru în Comisia pentru studierea și introducerea modificărilor ce sunt de adus în regulamentul serviciului P.T.T. în Campanie.
Din octombrie 1920 conduce serviciul de exploatare P.T.T. din Direcțiunea Generală.
La data de 1 aprilie 1921 se pensionează din Corpul P.T.T după 35 ani de serviciu împliniți.
Între 1900 și 1906 a condus și redactat „Jurnalul Telegrafic” care s-a transformat cu începere din 1 noiembrie 1907 pînă în 1916 în „Revista Telegrafică, Telefonică și Poștală” (RTTP), Direcția Generală a Poștelor acordîndu-i subvenții anuale. După război a reeditat revista sub numele de „Revista Poștelor, Telegrafelor și Telefoanelor” la București între 1926 și 1930, pînă la decesul acestuia.

## Diverse
Documente aflate în dosarul familiei:
1. 14 mai 1918: 	Notificare ca Inspector Poștal către Ministrul de Finanțe privind anularea unui bon de tezaur în valoare de 1000 lei furat pe 7.04.1918 în gara Iași la sosirea de la Cherson.
2. 1918: 	A întocmit scrisoarea Ministrului de Interne Văitoianu către Regele Ferdinand I pentru semnarea proiectului de Decret 3369 privind funcționarii telegrafo-poștali.
3. 10 noiembrie 1918: 	Pe această bază s-a emis Decizia n° 1005 a Consiliului de Miniștri privind funcționarii telegrafo-poștali.- Semnături: Văitoianu, Petru Poni, Buzdugan, Enescu, etc.
4. 13 noiembrie 1918:	Autorul Decretului Regal nr. 3369 privind demobilizarea și înaintarea funcționarilor poștali, semnat de Regele Ferdinand I, Ministrul de Interne General Văitoianu, Ministrul de Război.

## Premii și distincții
Vasile Sava a fost decorat cu Coroana României în gradul de Cavaler și apoi de Ofițer iar pentru lucrările sale profesionale a fost premiat de către juriu la Expoziția Generală Română din 1906 cu medalia de argint.

## Activitate publicistică

### Cărți
1. Vasile Sava. Studiu asupra firelor telegrafice și telefonice, Editura Minerva, Bucuresti, 1899, 292 p.,[2]
2. I. Mântulescu (dirigintele oficiului telegrafic Craiova), Vasile Sava, D. Marinescu. Curs complet teoretic și practic de construcții de linii [3]
3. Vasile Sava Instalarea soneriilor electrice de casă, Tipografia Macavei, Craiova, 1904, 56 p.,[4]
4. Vasile Sava; Tibacu. Curs complet de cunoștințele profesionale necesare amploiaților PTT (Electrotechnicâ). Ploiești [5]
5. Bratu Ionescu, Vasile Sava, N. N. Șoimescu, G. Gabrielescu, Pârvu Dumitrescu, Th. Augustin, G. I. Filionescu: "Istoricul Telegrafelor și Poștelor în România", ediție îngrijită de dr. Alexandru Lindner, editura EIKON, București, 2022, ISBN: 978-606-49-0636-6.

### Articole
Vasile Sava a publicat numeroase articole în „Revista Telegrafică, Telefonică și Poștală” (RTTP), revistă a cărei colecție integrală se găsește la Biblioteca Academiei Române